# 小川ゆい
小川 ゆい（おがわ ゆい、1991年11月8日 - ）は、日本のタレント。福岡県出身。
旧芸名は小川 祐依（読み同じ）で、高校在学中の2008年に参加・出場した『週刊少年チャンピオン』マスコットガール選手権や、その翌年に出演したドラマ『ふたつのスピカ』ではこちらの名義を用いていた。過去にはプラチナム・パスポートに所属していた。

## 人物
趣味は音楽鑑賞、料理。好きな色は白、黒、赤。
妹が1人いる。
元ぱすぽ☆メンバーの佐久間夏帆、元prediaメンバーの平田明海、元Swallows Wingsメンバーの伊沢有紗と仲が良い。

## 出演

### テレビドラマ
- 探偵学園Q（日本テレビ）
- 週刊真木よう子 第4話（2008年4月23日、テレビ東京）
- ふたつのスピカ（2009年、NHK総合テレビ）

バラエティ番組
⚫︎上田ちゃんネル（CS放送テレ朝チャンネル）
⚫︎プラチナム学園（CS放送スカパー！371ch）
ポスター、チラシ
東京サマーランド（2010年）
プロモーションビデオ
- 榎本くるみ「未来記念日」（2008年）

### 雑誌
- 週刊少年チャンピオン No.42（2008年、秋田書店）
- BOMB （2009年、12月号）